# ねしょんべんものがたり
『ねしょんべんものがたり』は、椋鳩十編の文学作品。おねしょにまつわる複数の作家のエッセーがオムニバス形式で掲載されている。1971年出版。
椋は東北地方で講演を行った際、子供からおねしょの悩みを訴えられたことがきっかけで、この作品の構想を抱いた。しかし作家からはおねしょという主題が嫌われ、出版社からも「社風に合わない」と出版を断られるなど、企画の実現は難航した。結局、紙芝居や児童書を扱う専門出版社の童心社から出版されることになった。1971年11月に同書が出版されると、一箇月半で3万部を超えるベストセラーとなった。

## 内容
おねしょがなかなか治らなかった話や、普段はおねしょなどしないのになぜかしてしまった話、未遂に終わった話、トイレに行くのが怖くて布団の中にわざとおしっこしてしまった話、外でおしっこした話などが掲載されている。

### 男の子
- おねしょする度に小便小僧と言われるのが嫌で自分のことを知らぬ遠くへ行きたくて外国船の船員になったが、ベルギーに寄港した折りに船員仲間がかつての自分のあだ名である「小便小僧」を見に行こうと言い出すのを聞いてぎょっとする。しかしその小便小僧とはブリュッセルの名物の銅像であった。

### 女の子
- 人の話を聞いていて、外でおしっこしてみたくなり、畑のかぼちゃの実におしっこをかけ続けて枯らしてしまった。その後、夢の中でおしっこがしたくなり、トイレを見つけおしっこしようとしたら、だめだという声が聞こえ、おねしょを免れた。
- おねしょがなかなか治らず、祖母からもらったスズメを焼いたと称するものを食べていた。しかし、祖母の死後に父からの思い出話を聞き、スズメは実はアカガエルであったと判明する。
- おしっこがしたくなって目覚めたが、聞いた怖い話を思い出してトイレに行きづらくなり、布団の中におしっこした。
- 修学旅行の船の中でうとうとしていた時におねしょしてしまい、慌てて水筒のお茶をかけ、おもらししたおしっこを誤魔化した[5]。